# تقييم الممارسات الأوروبي
تقييم الممارسات الأوروبي (EPA) هو نظام أوروبي يهدف الي تحسين إدارة الجودة في مجال الرعاية الصحية الأولية. فالنماذج التوجيهية هي مجموعة من المؤشرات التي تتيحها أدوات تقييم الممارسات الأوروبي
للطبيب العام لمقارنة وتحسين المنظمة وإدارة ممارساتها. وتعتمد أساسًا على استعراض موسع للدراسات الدولية
لنماذج التقييم حول الرعاية الأولية، مع اهتمام خاص
بالنموذج الهولندي لزيارات الممارسة.

## الأهداف
إن الجوانب الرئيسية لنشاط تقييم الممارسات الأوروبي تكمن في تطوير واعتماد 
مجموعة من المؤشرات والأدوات التي تصف 
الجوانب التنظيمية لممارسات الرعاية الأولية. وقد أطلقت في EQuiP، وتم تطوير أول مجموعة من المؤشرات من خلال دراسة دولية أجرتها دول EQuiP (2001-2004). ويتم تقييم هذه المؤشرات كل ثلاثة أعوام منذ عام 2005.
إن غاية أدوات تقييم الممارسات الأوروبي كنظام إدارة للجودة هي السماح بقياس وتقييم إدارة وتنظيم الممارسات الطبية
على المستويات الإقليمية والوطنية والدولية باستخدام منهج تعليمي.

## معلومات تاريخية
استنادًا إلى مشروع TOPAS البحثي، 
بدأ التطوير أدوات تقييم الممارسات الأوروبي (EPA) عام 2001. 
وفي خريف 2003، دخل تقييم الممارسات الأوروبي حيز التطبيق كأداة في تسع دول.
وفي إطار عمل المشروع 
أثبتت فكرة الأداة المعتمدة على مؤشرات 
أنها فعالة بتقديم نتائج صالحة وجديرة بالثقة وعملية دوليًا
لتحسين جودة الرعاية الصحية الأولية. 
شاركت الدول التسع التالية في الدراسة و استمرار التطوير: 
بلجيكا وفرنسا وألمانيا وبريطانيا العظمى وهولندا وسويسرا وسلوفينيا والنمسا وإسرائيل.

## الممارسة
تشجعت العديد من المنظمات علي إنشاء نموذج تقييم الممارسات الأوروبي كجزء من إدارة الممارسات بجودة عالية على أساس وطني.
وقامت معاهد رائدة تنتمي إلى ست دول أوروبية تتمتع بخبرة البحث في مجال جودة الرعاية الصحية الأولية
وزيارات الممارسة بالتعاون في مشروع تقييم الممارسات الأوروبي: 
- بلجيكا: المعهد الفلمنكي للممارسة العامة WWVH، أنتويرب
- فرنسا: ANAES، باريس
- ألمانيا: معهد AQUA لتحسين الجودة والبحث التطبيقي للرعاية الصحية، غوتنغن
- هولندا: مركز جودة بحوث الرعاية WOK، جامعة نيميجن/جامعة ماستريخت
- سويسرا: swisspep نسخة محفوظة 17 يناير 2006 على موقع واي باك مشين. معهد جودة وبحوث الرعاية الصحية، جملينجن
- المملكة المتحدة: قسم الممارسة العامة، كلية الطب، جامعة ويلز، كارديف
- المركز الوطني لأبحاث وتطوير الرعاية الأولية NPCRDC، مانشستر